# Hemerophanes larvata
Hemerophanes larvata är en fjärilsart som beskrevs av Schultze 1934. Hemerophanes larvata ingår i släktet Hemerophanes och familjen tofsspinnare. Inga underarter finns listade i Catalogue of Life.